# Ешпаргуш
Ешпаргуш (порт. Espargos) — головне місто муніципалітету острова Сал, Кабо-Верде, також зване столицею острова. Розташоване в центральній частині острова.

## Географічне розташування, загальні відомості
Своїм походженням назва міста, скоріш за все, зобов'язана дикій спаржі, що росте в пустельних піщаних областях острова: «ешпаргуш» (порт. Espargos) означає «спаржа» у множині. Ешпаргуш з'єднаний асфальтовими дорогами з Регуїню Фіура на півночі, Педра де Люме на сході, Санта-Марією на півдні і Палмейрою на заході. Він знаходиться за 2 км від міжнародного аеропорту імені Амілкар Кабрала (код IATA SID). На північ розташоване плоске простір, який називається Терра Боа (порт. Terra Boa — хороша земля), практично єдина область на острові, більш-менш придатна для землеробства. Рівень життя населення почав підвищуватися після 2000 року в зв'язку з розвитком туризму на острові.
У місті є деяка інфраструктура у вигляді ресторанів, кафе та невеликої кількості готелів, проте за своїм розвитком вона поки відстає від Санта Марії, більш орієнтованої на туристів.

### Клімат
Місто знаходиться у зоні, котра характеризується кліматом тропічних пустель. Найтепліший місяць — вересень із середньою температурою 26.9 °C (80.4 °F). Найхолодніший місяць — лютий, із середньою температурою 21.5 °С (70.7 °F).
| Клімат Ешпаргуша        | Клімат Ешпаргуша | Клімат Ешпаргуша | Клімат Ешпаргуша | Клімат Ешпаргуша | Клімат Ешпаргуша | Клімат Ешпаргуша | Клімат Ешпаргуша | Клімат Ешпаргуша | Клімат Ешпаргуша | Клімат Ешпаргуша | Клімат Ешпаргуша | Клімат Ешпаргуша | Клімат Ешпаргуша |
| Показник                | Січ.             | Лют.             | Бер.             | Квіт.            | Трав.            | Черв.            | Лип.             | Серп.            | Вер.             | Жовт.            | Лист.            | Груд.            | Рік              |
| Середня температура, °C | 21,7             | 21,5             | 22               | 22,4             | 23               | 24               | 25               | 26,2             | 26,9             | 26,3             | 24,8             | 23,2             | 23,9             |
| Норма опадів, мм        | 6.4              | 2.4              | 0.5              | 0                | 0.1              | 0.6              | 7.2              | 23.2             | 57.9             | 12.1             | 4.3              | 7                | 121.7            |
| Днів з опадами          | 1,1              | 1                | 1                | 0,1              | 0,1              | 0,1              | 0,2              | 2,2              | 3,1              | 1,1              | 1                | 0,1              | 11,1             |
| Вологість повітря, %    | 69.9             | 71               | 71               | 71.1             | 73.1             | 75               | 75               | 75.1             | 77.1             | 75               | 72.9             | 70.8             | 73.1             |
| ----------------------- | ---------------- | ---------------- | ---------------- | ---------------- | ---------------- | ---------------- | ---------------- | ---------------- | ---------------- | ---------------- | ---------------- | ---------------- | ---------------- |
| Джерело: Weatherbase    |                  |                  |                  |                  |                  |                  |                  |                  |                  |                  |                  |                  |                  |

## Найближчі населені пункти
- Мурдейра, на південь
- Санта-Марія, на південь
- Палмейра, на захід